# Kilgore (Teksas)
Kilgore je grad u američkoj saveznoj državi Teksas. Prema popisu stanovništva iz 2010. u njemu je živjelo 12.975 stanovnika.